# Five (EP)
Five é o segundo mini-álbum da cantora japonesa Ayumi Hamasaki, lançado no dia 31 de Agosto de 2011, em quatro versões: CD, CD+DVD e uma versão em CD limitada. Em novembro de 2011, o álbum foi lançado em uma versão Blu-ray. A versão limitada do álbum trouxe consigo um cartão de acesso para download de um Outfit da cantora para o jogo Tales of Xillia, enquanto a primeira prensagem da versão CD+DVD trazia consigo, como material adicional, um cartão que continha um número de série para acessar conteúdo exclusivo na internet e os bastidores do filme do show Ayumi Hamasaki Countdown Live 2010-2011 A: do it again.[carece de fontes?]
Five é o primeiro álbum de Ayumi desde (Miss)understood, lançado em 2006, a permanecer por duas semanas consecutivas em primeiro lugar na Oricon Semanal, e o primeiro álbum desde Next Level lançado em 2009 a ficar em primeiro lugar na Oricon Mensal. Foi certificado Ouro pela RIAJ, devido às mais de 100 mil cópias vendidas.

## Informação
A versão normal do álbum contém cinco faixas e mais uma faixa bônus da música "beloved", em versão de orquestra. As versões CD+DVD e CD limitado contêm a música "Why...", cantada em parceria com Urata Naoya, escondida no álbum. O DVD contém os cinco videoclipes das músicas e mais seus making-of.[carece de fontes?]
A música "progress" é tema do jogo para PlayStation 3 Tales of Xillia, a música "Why..." foi gravada em parceira de Juno, irmão de Junsu e integrante do grupo TVXQ, e foi usada em comerciais de TV para as campanhas da agência de viagens taiwanesa H.I.S., e também em comerciais as campanhas de RecoChoku. A música "ANother song" foi gravada em parceira com o cantor Urata Naoya, com quem Ayumi já havia trabalhado no seu primeiro single solo "Dream ON". A música contém uma letra triste e ressoante e foi usada tema do programa de TV SweetTV, do canal BeeTV. A faixa "beloved" é de estilo balada e foi usada como tema do mês de agosto do programa Sukkiri! da emissora Nippon TV, e a música "BRILLANTE" usufrui de um estilo psicodélico e foi usada em comerciais de TV para o Music.jp.[carece de fontes?]

## Faixas
| CD  |                                             |                  |         |  |
| N.º | Título                                      | Música           | Duração |  |
| 1.  | "progress"                                  | Yuta Nakano      | 5:05    |  |
| 2.  | "ANother song feat. URATA NAOYA"            | Yuta Nakano      | 5:21    |  |
| 3.  | "Why... feat. JUNO"                         | Kazuhiro Hara    | 3:57    |  |
| 4.  | "beloved"                                   | Yasuhiko Hoshino | 5:19    |  |
| 5.  | "BRILLANTE"                                 | Timothy Wellard  | 5:58    |  |
| 6.  | "beloved (Orchestra version) (faixa bônus)" | Yasuhiko Hoshino | 6:10    |  |

| CD+DVD e CD limitada |                                                                |                  |         |  |
| N.º                  | Título                                                         | Música           | Duração |  |
| 1.                   | "progress"                                                     | Yuta Nakano      | 5:05    |  |
| 2.                   | "ANother song feat. URATA NAOYA"                               | Yuta Nakano      | 5:21    |  |
| 3.                   | "Why... feat. JUNO"                                            | Kazuhiro Hara    | 3:57    |  |
| 4.                   | "beloved"                                                      | Yasuhiko Hoshino | 5:19    |  |
| 5.                   | "BRILLANTE (+ faixa bônus escondida Why... feat. URATA NAOYA)" | Yuta Nakano      | 10:05   |  |

| DVD |                                               |         |  |
| N.º | Título                                        | Duração |  |
| 1.  | "progress (Vídeo Clip)"                       | 5:11    |  |
| 2.  | "ANother song feat. URATA NAOYA (Vídeo Clip)" | 5:19    |  |
| 3.  | "Why... feat. JUNO (Vídeo Clip)"              | 4:06    |  |
| 4.  | "beloved (Vídeo Clip)"                        | 5:52    |  |
| 5.  | "BRILLANTE (Vídeo Clip)"                      | 6:09    |  |
| 6.  | "progress (Making-of)"                        | 4:16    |  |
| 7.  | "ANother song feat. URATA NAOYA (Making-of)"  | 6:29    |  |
| 8.  | "Why... feat. JUNO (Making-of)"               | 6:59    |  |
| 9.  | "beloved (Making-of)"                         | 7:22    |  |
| 10. | "BRILLANTE (Making-of)"                       | 5:58    |  |

| Faixas-bônus para a versão em DVD |                                                                                       |         |  |
| N.º                               | Título                                                                                | Duração |  |
| 11.                               | "ayumi hamasaki COUNTDOWN LIVE 2010-2011: do it again (Making-of Movie Full Version)" |         |  |

## Datas de Lançamento
| País          | Data                  | Formato                 | Gravadora        |
| ------------- | --------------------- | ----------------------- | ---------------- |
| Japão         | 31 de agosto de 2011  | CD, CD+DVD, CD limitado | Avex Trax        |
| Taiwan        | 2 de setembro de 2011 | CD, CD+DVD              | Avex Taiwan      |
| Hong Kong     | 3 de setembro de 2011 | CD, CD+DVD              | Avex Asia        |
| Coreia do Sul | 9 de setembro de 2011 | CD, CD+DVD              | SM Entertainment |
| Japão         | 9 de setembro de 2011 | CD+Blu-ray              | Avex Trax        |

## Oricon & Vendas
| Parada                | Posição | Vendas  | Total de Vendas | Semanas |
| --------------------- | ------- | ------- | --------------- | ------- |
| Oricon Parada Diária  | 1       | 56.258  | 213 495         | 20      |
| Oricon Parada Semanal | 1       | 127.024 | 213 495         | 20      |
| Oricon Parada Mensal  | 1       | 189,551 | 213 495         | 20      |
| Oricon Parada Anual   | 30      | 210,652 | 213 495         | 20      |